# William Gladstone
William Ewart Gladstone (n. 29 decembrie 1809 – d. 19 mai 1898) a fost un  conducător al Partidul Liberal britanic om politic și Prim Ministru în perioadele 1868–1874, 1880–1885, 1886 și 1892–1894.
Gladstone este foarte cunoscut pentru puternica sa rivalitate cu Benjamin Disraeli, care era liderul Paridului Conservator al Marii Britanii. Rivalitatea nu era numai de ordin politic, ci și personală.
Ewart Gladstone este faimos și pentru disputele cu Regina Victoria din timpul carierei sale politice. Ea chiar s-a plâns la un moment dat "Mereu mi se adresează de parcă am fi la ședință publică". Gladstone era numit de către admiratorii săi "Grand Old Man" sau "William al poporului". Este și în prezent văzut ca unul dintre cei mai importanți prim-miniștri britanici.